# Peter Krakovský
Peter Krakovský (* 10. April 1979) ist ein slowakischer Fußballspieler.

## Karriere
Krakovský begann seine Karriere beim FC Steel Trans Ličartovce. Im Februar 1999 wechselte er zum 1. FC Košice, der sich zur Saison 2005/06 in MFK Košice umbenannte. Zur Saison 2007/08 wechselte der Mittelfeldspieler zum österreichischen Zweitligisten Kapfenberger SV. Für die Steirer absolvierte er in jener Saison 15 Partien in der zweiten Liga, in denen er ein Tor erzielte. Mit der KSV stieg er zu Saisonende in die Bundesliga auf.
Nach dem Aufstieg kehrte er zur Saison 2008/09 in die Slowakei zurück und schloss sich dem Zweitligisten MFK Zemplín Michalovce an. Zur Saison 2009/10 wechselte er zum unterklassigen TJ FK Vyšné Opátske. Zur Saison 2013/14 wechselte er zum FK Košice-Barca. Im März 2014 schloss er sich dem TJ Mladosť Kalša an.